# الکساندر وستوکوف
الکساندر وستوکوف (روسی: Алекса́ндр Христофо́рович Восто́ков؛ ۱۶ مارس ۱۷۸۱ – ۸ فوریهٔ ۱۸۶۴) زبان‌شناس، شاعر، و مترجم اهل امپراتوری روسیه بود.